# Вошингтон (Ајова)
Вашингтон (енгл. Washington) град је у америчкој савезној држави Ајова. По попису становништва из 2010. у њему је живело 7.266 становника.

## Демографија
Према попису становништва из 2010. у граду је живело 7.266 становника, што је 219 (3,1%) становника више него 2000. године.
| Група             | 2000.         | 2010.         |
| Белци             | 6.589 (93,5%) | 6.250 (86,0%) |
| Афроамериканци    | 40 (0,6%)     | 103 (1,4%)    |
| Азијати           | 25 (0,4%)     | 39 (0,5%)     |
| Хиспаноамериканци | 332 (4,7%)    | 779 (10,7%)   |
| Укупно            | 7.047         | 7.266         |